# Ballerup
Ballerup je dánské město v regionu Hovedstaden. Je severozápadním předměstím hlavního města Kodaně.

## Partnerská města
- East Kilbride (Skotsko, Spojené království)
- Praha 10 (Česko)
- Kifissia, Řecko
- Fingal, Irsko
- North Down, Severní Irsko
- Getafe, Španělsko
- Nacka, Švédsko
- Jämsä, Finsko
- Fagersta, Švédsko
- Åsnes, Norsko
- Wu-si, Čína